# Johann Strauch II.

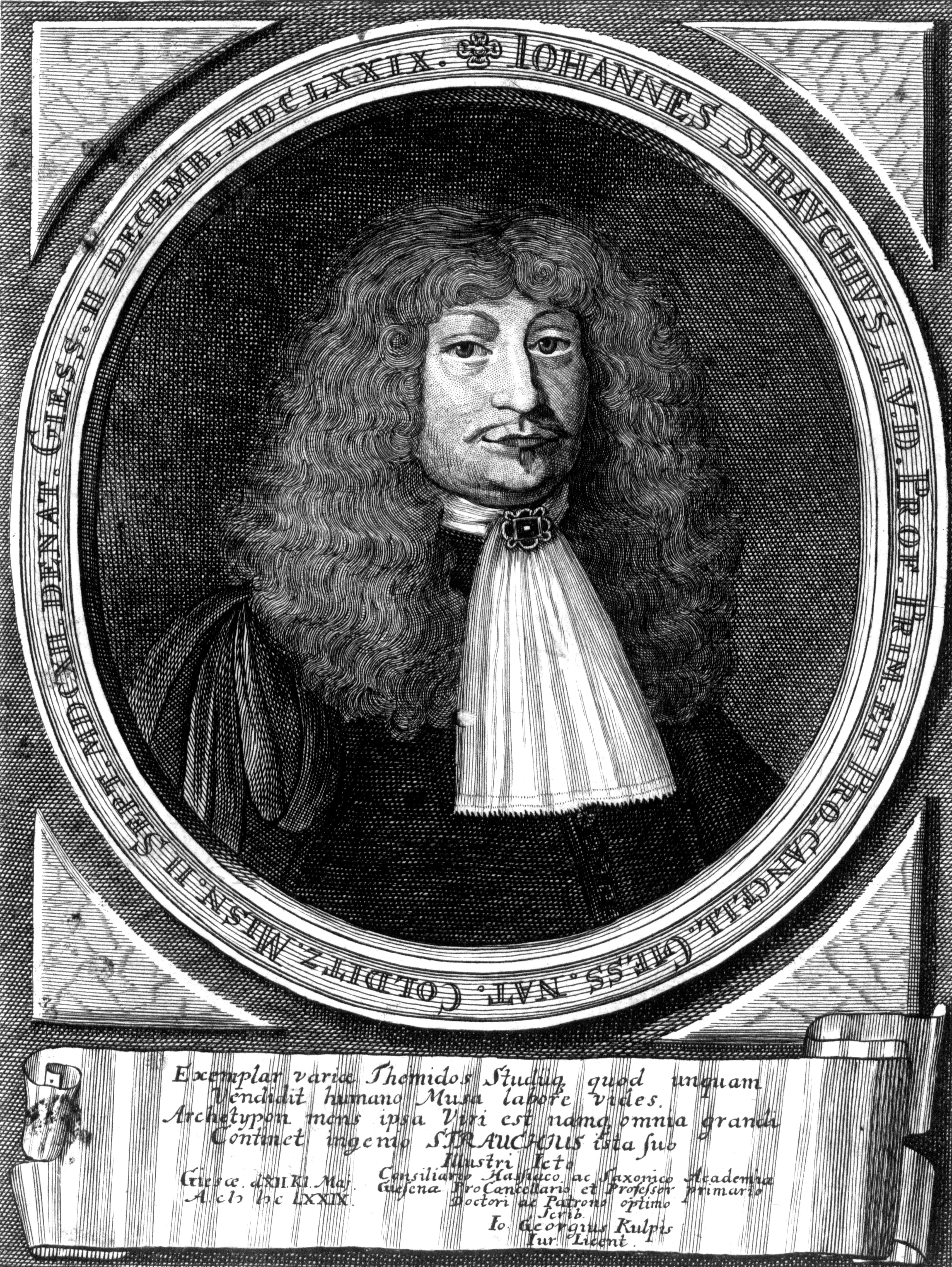
Johann Strauch II

Johann Strauch II. (* 2. September 1612 in Colditz; † 2. Dezember 1679 in Gießen) war ein deutscher Rechts-Gelehrter.

## Leben und Wirken
Johann Strauch kam vier Jahre vor Ausbruch des Dreißigjährigen Krieges im kursächsischen Colditz zur Welt. Sein Vater Johann Strauch war Rentmeister der verwitweten Kurfürstin Sophie von Sachsen, welche Colditz zu ihrem Witwensitz gemacht hatte. Er erhielt in Colditz seinen ersten Unterricht, bevor er das Gymnasium in Zeitz besuchte. 1630 studierte er Jurisprudenz und Philosophie an der Universität in Leipzig, war dann an der Universität Wittenberg und setzte sein Studium 1633 an der Universität in Jena fort, wo er von einem nahen Verwandten, Professor Friedrich Hortleder, freundlich aufgenommen wurde. Durch ihn erhielt auch der junge Johann Strauch Zugang zum Weimarer Archiv, das er für seine Dissertation „juris publici scientiae exotericae“ benutzte, worin er die wichtigsten staatsrechtlichen Fragen des 16. Jahrhunderts quellenmäßig darstellt und das heute noch zu einer der geschätztesten Dissertationen zählt. 1636 zog Johann Strauch wieder nach Jena, wo ihn die Brüder, der Theologe Johann Benedict Carpzow und der Jurist Benedict Carpzow freundlich aufnahmen.
1638 erwarb er an der Universität Leipzig den Grad eines Magisters der Philosophie, wurde im selben Jahr Adjunkt der philosophischen Fakultät, 1648 Professor der lateinischen Sprache und 1652 Professor der Geschichte. Sein für Privatvorträge gesammelte Übersicht über das römische Privatrecht ließ er auf Anraten Benedict Carpzows unter dem Titel „Dissertatio undetriginta theoretico-practicae ad universum jus Justinianeum“ 1647 erscheinen. Es fand eine breite, allgemeine Beachtung. 1659 folgte die zweite, 1666 die dritte Ausgabe mit Kommentaren des Professors Johann Jacok Avianus versehen und schlussendlich 1718 die vierte von Ephraim Gerhard besorgte Auflage. 1651 erwarb er sich mit der Abhandlung „de accessionum quibusdam maxime controversis speciebus“ die Doktorwürde in der Jurisprudenz  an der Universität Jena und wurde im nächsten Jahr ordentlicher Professor der Rechte und Fakultätsbeisitzer an der Salana. Dreimal wurde er zum Dekan in seiner Fakultät gewählt und war im Sommersemester 1658 Rektor der Alma Mater. Die Entwicklungen an der Universität zum „Pennalismus“ in Jena infolge des Dreißigjährigen Krieges verfolgte er jedoch kritisch. 1660 verließ er enttäuscht Jena, um in Braunschweig die Stelle eines Syndikus anzutreten.
In Braunschweig gelang es ihm jedoch nicht, Fuß zu fassen. Sein höfisch-glattes Wesen, eine Leipziger Angewohnheit, wurde als Falschheit ausgelegt und mit Misstrauen entgegnet. Zudem zog es seine zweite Frau, wiederholt nach Jena, woran fast seine Ehe scheiterte. Er zögerte auch nicht lange, nach Jena zurückzukehren, als ihm 1668 der Titel eines Hofrats und die Professur des Codexes, der Novellen und des Staatsrechts, der Beisitz am Hofgericht sowie der Vorsitz an der Fakultät sowie am Schöppenstuhl angetragen wurde.
Der Herzog Ferdinand Albrecht von Braunschweig ernannte ihn zwar auch zum Hofrat, doch dies hielt ihn von seinem Vorhaben nicht ab. In Jena berief Herzog Bernhard von Sachsen-Meiningen Johann Strauch zum Kanzler und Präsidenten des geistlichen Gerichts sowie zum Geheimrat am Hofe in Jena. Zu Ämter und Würden gekommen, versuchte Johann Strauch sie mit Umsicht neben der Professur auszuüben, dennoch brachte seine freimütige Rede ihn in Misskredit. Zwei Umstände machten seine Stellung in Jena unhaltbar. Zum einen verübelte er es, als er bei der Besetzung einer durch Ableben freigewordene Stelle des Ordinarius übergangen wurde und zog sich tief gekränkt zurück. Des Weiteren billigte er eine außereheliche Affäre des Herzog Bernhard von Sachsen-Meiningen, stand aber alsbald mit seinem Standpunkte allein, als die Neigung des Herzog in ihr Gegenteil umschlug.
Im Herbst 1676 folgte er einem Ruf und ließ sich als Prokanzler und Professor der Rechte in Gießen nieder, wo unter seinen Schülern Johann Georg Kulpis zählte, der später eines seiner Werke veröffentlichte. Allein in Gießen verblieben ihm nur zwei Jahre. Johann Strauch starb am 2. Dezember 1679 im Alter von 65 Jahren.
Strauch war zwei Mal verheiratet. Am 16. September 1645 heiratete er in Leipzig Elisabeth († 30. August 1654), die Tochter des Professors der Pandekten Wilhelm Schmuck. Seine zweite Ehe ging er am 3. September 1655 mit Clara, die Tochter des Erasmus Ungebaur, ein. Aus den Ehen stammen zwei Söhne und zwei Töchter.

## Werke
- „juris publici science exotericae“, 1633
- „Dissertation undetriginta theoretico-practicae ad universum jus Justinianeum“, 1647
- „de accessionum quibusdam maxime controversis speciebus“, 1651
- „Universum Jus Justinianium Privatum“, Francofurti ad Viadrum, 1682